# 究極タイガーII
『究極タイガーII』（きゅうきょくタイガーツー、Twin Cobra II）は、タクミコーポレーションが開発し、タイトーから1995年にリリースされたアーケード用縦スクロールシューティングゲーム。
東亜プランが製作した『究極タイガー』の続編である本作は、東亜プランより一部のスタッフが移ったタクミコーポレーションが権利を引き継ぐ形で製作した。現在は販売元であるタイトーが権利を持っている。

## ゲームのルール
8方向レバー、2ボタン（ショット、ボム）でプレイヤーの自機（1Pは青、2Pは赤）を操作する。
パイロットは1P側が男性、2P側が女性となる。
後のタクミ作品では独自のスコアシステムが展開されているが、本作では『究極タイガー』を踏襲したオーソドックスなシステムになっている。

## アイテム
特定の場所を破壊すると出現する。
武器チェンジアイテム
これを取得すると、取得した時の色に応じて自機のショットを変更する（詳細は#メインウェポンの項目を参照）。装備中のメインウェポンと同じ色のアイテムを取得するとパワーアップする。フルパワー状態で装備中のメインウェポンに相当する色で取得すると得点となる。
ボーナスアイテム
星型のアイテム。空中に漂うものと地上に落ちているものの2種類がある。取得すると得点がアップする。
ボムアイテム
取得するとボムのストックが1個追加される。最大で5つまで。最大数を所持している時に取得すると1つずつ「ハイパーボム」に変化する。

## メインウェポン
自機が使用できるメインウェポンは、以下の4種類がある。括弧内の色は武器チェンジアイテムの色に相当する。「緑」のみ1Pと2Pで装備できる武器が異なるため、自機が使用できるメインウェポンの種類は実質的には3種類である。
- レッドファング（赤）
初期装備。自機正面に突き進むショットを発射。パワーアップで攻撃判定が広がっていく。正面方向へ集中攻撃するタイプであり、広範囲への攻撃には向かない。ショットボタン連打により、一段階攻撃力を上げることができる。

- ブルースマッシャー（青）
扇状に拡散するショットを発射。パワーアップで攻撃判定が広がっていく。広い範囲へ攻撃できる反面、火力に劣る。ショットボタン連打により、一段階攻撃力を上げることができる。

- サンダークロウ（緑）
1P側自機のみ使える。自機正面にエネルギーを纏ったミサイルを発射すると同時に、横方向に補助ミサイルも発射する。補助ミサイルは、エネルギーを纏ったミサイルが敵機にヒットした場合にその敵機を追尾する機能をもつ。ショットボタンを連打しても変化はしない。

- ビンチョウレーザー（緑）
2P側自機のみ使える。自機正面に強力なレーザーを撃つ。耐久力の無い敵機は貫通し、またレーザーを掠める位置にいる敵機に対して電撃を発生させてダメージを与える。ショットボタンを連打しても変化はしない。

## ハイパーボム
本作には通常のボムのほかにハイパーボムという強化型のボムが用意されている。ハイパーボムは青色の爆風を発生させ、通常のボムよりも効果の持続時間が長めで、その分破壊力も高い。さらに巻き込んだ敵機をボーナスアイテムに変化させるという効果もある。

## 移植
| No. | タイトル                                        | 発売日         | 対応機種              | 開発元             | 発売元     | メディア | 型式     | 備考                                                               |
| --- | ----------------------------------------------- | -------------- | --------------------- | ------------------ | ---------- | -------- | -------- | ------------------------------------------------------------------ |
| 1   | 究極タイガーII PLUS                             | 1997年12月18日 | セガサターン          | タクミ             | ナグザット | CD-ROM   | T-18715G |                                                                    |
| 2   | イーグレットツー ミニ アーケードメモリーズVol.2 | 2023年12月21日 | イーグレットツー ミニ | 瑞起 ※本体の開発元 | タイトー   | SDカード | -        | アーケード版の移植 追加SDカードに入っている10作品の1つとして収録。 |

セガサターン版
1997年12月18日発売。セガサターン版独自の要素も追加されている。

## 関連作品
『タイガーヘリ』（1985年 タイトー）
前々作。
『究極タイガー』（1987年 タイトー）
前作の日本版。1人プレイでは1ミスすると一定地点まで戻される。

## External links
- Twin Cobra II - Killer List of Videogames（英語）

Twin Cobra II 究極タイガーII（英語） - MobyGames